# Mihályi József
Mihályi József (Apatin, 1889. január 27.  – Rochester, USA, 1978. szeptember 11.):  precíziós műszerész, több forradalmi jelentőségű fényképészeti műszaki újítás megalkotója.

## Élete
A mai Szerbia területén fekvő Apatin városában látta meg a napvilágot, kisnemesi származású, négygyermekes katolikus család harmadik gyermekeként, vallását élete végéig gyakorolta. Kezdetben úgy tűnt, nemcsak apja és nagyapja nevét, hanem mesterségét is továbbviszi, nyolc-kilencévesen már apja kovácsműhelyében segédkezett, később tanoncéveit is ott töltötte, ekkor azonban már szerszámkészítőnek és precíziós műszerésznek készült.
Életében sorsfordító változást a bécsi kollégiumban eltöltött két év hozott. Nyitott szemmel járt a császárvárosban, tanult és szabadidejében kedvtelésből fényképezett is. Későbbi visszaemlékezései szerint valamiféle egyszerű német gépet használt. Bécsi tartózkodása idején érlelődött meg benne az elhatározás, hogy követi bátyját, Ferencet, és kivándorol az Egyesült Államokba. 1907-ben már csak elhatározását közölni és összecsomagolni tért vissza Apatinba. Mint sok honfitársa, akik hozzá hasonlóan döntöttek, Mihályi is Brémából indult el hajón, és 1907 nyarán érkezett New Yorkba.
Azonnal St. Louisba ment bátyjához, aki beajánlotta őt a Wissler Műszergyárba, ahol első ( apró ) újításaként kidolgozta egy újfajta, mélyrovátkolt forgatógomb terveit, gyártását, mely annyira elterjedtté vált a '40-es években, hogy sok cégnél alapalkatrésznek számított. Jó néhány esetben előfordult, hogy a feltaláló megoldásai évtizedekkel később feléledtek, újra felbukkantak. Az 1970-es évek végén a filmről visszaverődő fény mennyiségét mérő, ún. belső fénymérők terjedtek el a kamerákban, amelyek elvi működése Mihályi ötven évvel korábbi elképzelésén alapul.
1908-ban a tizenkilencedik születésnapját még St. Louisban ünnepelte, de nemsokára Rochesterbe költözött és jelentkezett a Bausch & Lomb optikai és precíziós műszergyárba. Szintezők és más optikai műszerek fejlesztésén dolgozott.
1910-ben ismerkedett meg Amelia Mildred Kellnerrel, akivel minden felhajtás nélkül, csendben összeházasodtak 1912 júniusában. Két fiuk született.
1914-től részt vett hadi célokra készített távmérők kialakításában is. 1916-tól a Crown Optical Co. optikai vállalat munkatársa lett, ahol katonai távmérőket készített. Cége az első világháború végén átköltözött Washingtonba, és bár Mihályi polgári alkalmazott maradt, hadi tervezési feladatokat is kapott a haditengerészet vezetésétől.
1917-ben dolgozta ki egy távcső gyújtótávolság-növelő toldalékát, amelyre a szabadalmat a harmincadik születésnapján kapta meg. Ezt később a fényképészeti objektíveken is alkalmazták, „előtét”, vagy „köztét” (konverter) néven.
Első világraszóló találmányát 1920-ban a haditengerészet megbízásából alkotta meg, feladata az volt, hogy oldja meg a viszonylag gyors felvételt lehetővé tevő tekercsfilmes fényképezőgép legpontosabb élességállítását. A problémát a gép harmonikás kihuzatához illesztett, nagyítóval ellátott toldalékkal oldotta meg, ezzel a gép kezelője magát a filmen keletkező képet szemlélve állíthatta be az élességet.
A munkája során annyira megtetszett neki ez a témakör, hogy egész hátralevő életében a fő érdeklődési területe az élesre állítás-távolságmérés, az automatikus expozíció, a zárszerkezetek, és a filmkezelés-filmtovábbítás lett, melyekben további világraszóló újításokat alkotott.
1923-ban barátja, Bill Roach ajánlására, munkáinak bemutatása és Roach személyes garanciavállalása révén kerül a Kodak-hoz, Rochesterbe, ezzel több mint három évtizedes, eredményekben gazdag együttműködés vette kezdetét. A Kodaknál szabad kezet kapott, független munkatársként (melyre mindvégig büszke volt) dolgozhatta ki elgondolásait, végezhette kísérleteit, és vihette el sorozatgyártásig újszerű, esetenként forradalmi alkotásait. 1942-ben főmérnökké, 1946-tól 1954-es nyugdíjazásáig főellenőrré nevezték ki, illetve a fejlesztési terület főfelügyelője volt.
Több fényképezőgépet alkotott az idők során, melyek közül kettő fotótechnikai mérföldkő volt (Kodak Super Six-20, Ektra)
A második világháború évei alatt és után Mihályi a katonai közepes és nagy bázisú távolságmérők konstrukcióján dolgozott, számos új szabadalmat jegyezve. Nagy pontosságú, könnyen jusztírozható távolságmérői elismeréseként elnöki kitüntetésben is részesült, melyet Amerikába érkezésének negyvenedik évfordulója után vehetett át.
Az 1940-es évek végére, az 50-es évek elejére kialakult az Egyesült Államokban gyártott és forgalmazott fényképezőgépek szerkezetében és külső megjelenésében a jellegzetes Mihályi-stílus. Ilyen gép például az Agilux Agiflash, az Argus 21 és C-44, a Vokar, a View Master vagy a Bell and Howell stereo.
A Kodak, noha akkoriban Mihályi élvonalbeli kamerái üzleti sikert nem jelentettek számára, mivel a profi gépek helyett az olcsóbb tömegcikkeit preferálta, őt mindvégig teljes erkölcsi és anyagi elismerésben részesítette.
Nyugdíjas évei közben több, évtizedekkel korábbi kutatásai, ötletei, szabadalmai az igények változása, növekedése során újra felmerültek, megvalósultak. Ilyen az automatikus élességállítás, újfajta film-kazettatípusok vagy az automatikus megvilágításvezérlés korábbitól eltérő módszerei.
Egy hosszú, valóban dolgos és elismerésekkel övezett életút végén, életének 89. életévében Rochesterben érte a halál, 1978. szeptember 11-én.

## Munkássága
- 1907-ben a Wisser Műszergyárban megalkotja a mélyrovátkolt forgatógomb terveit, mert úgy gondolta, a műszer gyors és pontos használatát nehezíti az, hogy a kezelő ujjai megcsúszhatnak a beállítógombok túl finom recézésén. Javaslata szerint az öt beállítógombot szélesebb barázdákkal látták el. A '40-es években már alapalkatrész volt a legtöbb fényképezőgépben.
- 1917-ben dolgozta ki egy távcső gyújtótávolság-növelő toldalékát, amelyre a szabadalmat a harmincadik születésnapján kapta meg. A fényképezőgép-objektív előtétet (vagy konvertert) ma is használók számára lehet ismerős ez a szerkezet.
- 1920-ban a viszonylag gyors felvételt lehetővé tevő tekercsfilmes fényképezőgép legpontosabb élességállítását a gép harmonikás kihuzatához illesztett, nagyítóval ellátott toldalékkal oldotta meg, ezzel a gép kezelője magát a filmen keletkező képet szemlélve állíthatta be az élességet.
- 1936 Bantam Special (minden idők egyik legszebb fényképezőgépe, Walter Dorwin Teague ipari formatervező munkája). Ez az igényes, meglehetősen sok optikai elemből álló szabadalmazott konstrukció felülmúlta a német kamerákban meghonosult tükrös-prizmás koincidencia távmérőket, másik beépített újítása a film szélén kiképzett kivágás – később perforált lyuk – az egyes képek pozicionálására.
- 1938 Super Six-20 fényképezőgép, meghatározó lépcsőfok a fotótechnika fejlődésében: az első automatikus expozíciót lehetővé tevő fényképezőgép, melyben Riszdorfer Ödön szabadalmait egyesítette a sajátjaival. A zárprioritású rekeszmozgató mechanizmust a szeléncellás fénymérő által működtetett Depréz műszer mutatója ütköztette, amelyet egy fésűs mechanizmus rögzített. Az élesre állítás a Bantam Special-ban alkalmazott Mihályi-távmérő továbbfejlesztett változatával történik. Abban az időben a fényrekeszt automatikusan szabályozó világcsodát még nem igényelte a széles nagyközönség és a gyártási technológia sem volt elég magas szintű, emiatt drága is volt, és csupán 7-800 db készült belőle, ráadásul olyan sokszor hozták vissza javításra a vevők, hogy a Kodak berkein belül a bumeráng csúfnevet kapta. Az 1939-es New York-i világkiállítás szenzációjaként bemutatott kamerát szintén Teague „öltöztette fel".
- 1941 Ektra fényképezőgép, forradalmi újdonságot tartalmazott: a cserélhető filmtartó hátlapokon kívül élesre állító hátlapot és motoros filmtovábbító hátlapot is tervezett, szabadalmaztatott Mihályi, valamint közelfényképező távmérő-kereső feltétet. Egy másik nagy újítása volt a gépbe épített változtatható képmezejű kereső, a cserélhető, 50–150 mm gyújtótávolságú objektívekhez illeszkedve. Az Ektrával bizonyságot nyert, hogy az USA optikai-finommechanikai ipara fel tud zárkózni az akkori vezető színvonalat jelentő német versenytárshoz, sőt, előnyre is képes szert tenni.
- 1943 Medalist ez Mihályi utolsó, komplett fényképezőgép-konstrukciója, mely a Super Six-20 továbbfejlesztése. A 6 X 9 cm-es negatívméretű, távmérős, igen masszív felépítésű Medalist jellegzetessége a hosszú, nagy emelkedésű csavarmenet, amely az élességállításhoz használt, évszázados múltú bőrharmonikát helyettesíti. Az 1941-1953 között gyártott, légi fényképezéshez is használt, lekerekített formájú, kézreálló kamera jó példája tervezője megszokottól eltérő, de a gyakorlatban beváló, működő elképzeléseinek.
- A második világháború évei alatt és után Mihályi a katonai közepes és nagy bázisú távolságmérők konstrukcióján dolgozott, és számos szabadalmat kapott. Nagy pontosságú, könnyen jusztírozható távolságmérői elismeréseként 1957-ben elnöki kitüntetésben részesült. 200 körüli szabadalmából néhány – noha e szerkezetek gyártásra nem kerültek – az automatikus élesre állítás és a blendeprioritású automatikus expozíció előfutára volt, és későbbi, más gyártók által megvalósított fejlesztések bázisát nyújtotta.